# Skalisty Potok

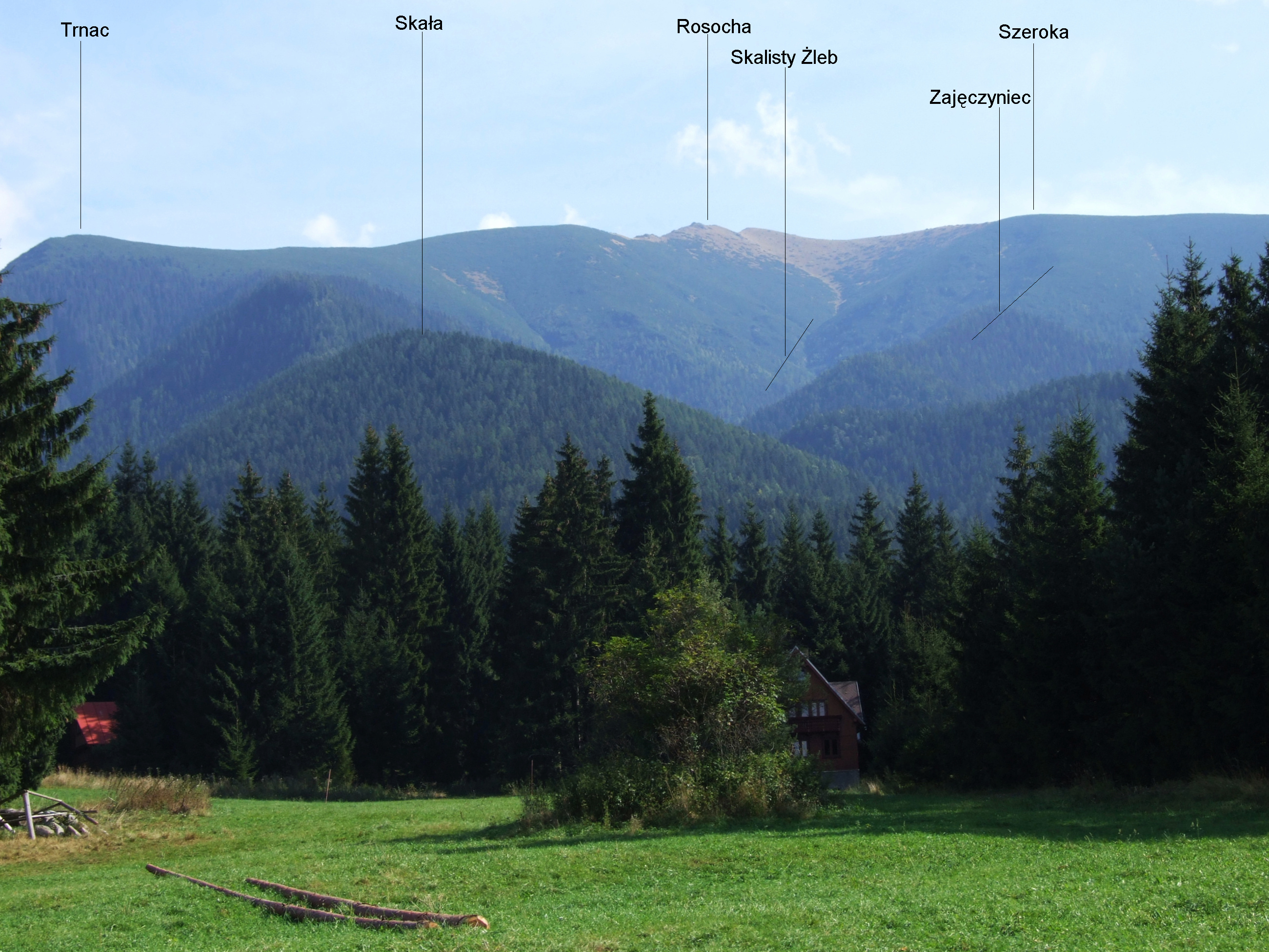
Widok z łąki Lespieńce na dolinę Skalistego Potoku

Skalisty Potok (słow. Skalisty potok) – potok w słowackich Tatrach Zachodnich, lewy dopływ Jałowieckiego Potoku. Ma źródła na południowo-zachodnich stokach Rosochy, na wysokości około 1750 m. Spływa krętym i całkowicie zalesionym Skalistym Żlebem. Po opuszczeniu Tatr wpływa na Kotlinę Liptowską, płynie niemal równolegle do Jałowieckiego Potoku, w odległości około 250 m. Odcinek potoku poniżej Tatr nosi nazwę Lisowiec (Lisovec, Rakytie). Powyżej zabudowań miejscowości Jałowiec, w miejscu o współrzędnych 49°08′47″N 19°37′59″E/49,146389 19,633056 uchodzi do Jałowieckiego Potoku. Na słowackiej mapie potok na całej długości ma nazwę Rakytie.
Skalisty Potok uchodzi na wysokości około 700 m n.p.m., ma więc spadek około 1050 m na stosunkowo niedużej długości. Bardzo stromy jest jednak tylko na stokach Rosochy, w dolnym odcinku Skalistego Żlebu i na Kotlinie Liptowskiej ma już niewielki tylko spadek. U podnóża Tatr mostkiem Skalisty Potok przekracza Magistrala Tatrzańska (odcinek od Doliny Żarskiej do Przesieki u wylotu Doliny Jałowieckiej).